# Giovanni Moioli
Giovanni Moioli (Vimercate, 4 maggio 1931 – Vimercate, 6 ottobre 1984) è stato un presbitero e teologo italiano.

## Biografia
Giovanni Moioli visse il cammino formativo nei seminari milanesi e fu ordinato sacerdote dal card. Alfredo Ildefonso Schuster il 27 giugno 1954. Dal 1954 al 1956 studiò alla Pontificia Università Gregoriana risiedendo presso il Pontificio seminario lombardo.
Conseguì la laurea in teologia nel 1958, con la tesi Teologia della devozione bérulliana al Verbo incarnato, sotto la direzione dei professori A. Liuima e K. Truhlar.
Nel 1956 fu nominato direttore spirituale nel Seminario Arcivescovile di Milano, presso la sede del seminario minore di Masnago (Varese). Con il medesimo incarico fu trasferito prima a Seveso (Monza e Brianza) nel 1959, poi a Venegono Inferiore (Varese) nel 1961. Da quello stesso anno insegnò teologia spirituale (nella stessa sede); dall'anno successivo insegnò teologia dogmatica. Dal 1969 si aggiunse l'insegnamento di teologia sistematica e teologia spirituale presso la nascente Facoltà teologica dell'Italia settentrionale. Nel 1974 divenne professore ordinario presso la stessa Facoltà. Dal 27 aprile al 6 ottobre (giorno della morte) fu Direttore della Sezione parallela della Facoltà presso il Seminario Arcivescovile di Milano.
Promosse una riflessione metodologica sulla teologia spirituale arrivando a qualificarla come insegnamento autenticamente teologico della vita cristiana.
Nell'insegnamento di teologia sistematica privilegiò la cristologia, dedicandosi con passione e frutto: propose un forte orientamento cristocentrico dell'intera teologia, adoperandosi per il riconoscimento della singolarità di Gesù.
I manoscritti sono custoditi nel "Fondo Giovanni Moioli" presso il Centro Giovanni Moioli per lo studio della teologia spirituale (Facoltà Teologica dell'Italia Settentrionale). Dal 2014 è in corso la pubblicazione dell'opera omnia, prevista in 14 volumi più un volume di indici.

## Pensiero
Giovanni Moioli si è distinto per la definizione dello statuto epistemologico (oggetto e metodo di indagine) della teologia spirituale. 
Da Hans Urs von Balthasar riprese la tesi secondo cui, dopo le sintesi di Tommaso d'Aquino e san Bonaventura, avvenne il divorzio tra monaci e magistri, tra scienza ed esperienza, tra teologia e spiritualità, divorzio che ha segnato l'età moderna della teologia. 
Secondo il teologo di Vimercate, la teologia spirituale è il punto di unione tra il dato di fede oggettivo e universale (deposito della fede e rivelazione) e l'esperienza spirituale cristiana del singolo credente e della comunità ecclesiale. La teologia spirituale è in relazione al fenomeno o fatto cristiano in quanto vissuto, e intreccia la fede che si crede (fides quae creditur) con la fede mediante la quale si crede (fides qua creditur).

## Opere principali
- «Per l'introduzione del tema della singolarità di Cristo nella trattazione teologica», La Scuola Cattolica 103 (1975) 725-777.
- «Cristocentrismo», in Nuovo Dizionario di Teologia, Paoline, Roma 1977, 210-222.
- «"Cristocentrismo". L'acquisizione del tema alla riflessione teologica recente e il suo significato», in La Teologia italiana oggi, La Scuola - Morcelliana, Brescia 1979, 129-148.
- «L'acquisizione del tema dell'esperienza da parte della teologia e la teologia della "spiritualità" cristiana», Teologia 6 (1981) 145-153.
- Il mistero di Maria, a cura di Dora Castenetto, Glossa, Milano 1990.
- Temi cristiani maggiori, Glossa, Milano 1992.
- La parola della croce, Glossa, Milano 1994.
- È giunta l'ora" (Gv 17,1), a cura di Dora Castenetto, Glossa, Milano 1994.
- Il quarto sacramento: Note introduttive, Glossa, Milano 1996.
- "Va' dai miei fratelli" (Gv 20,17), a cura di Dora Castenetto, Glossa, Milano 1996.
- L'esperienza spirituale. Lezioni introduttive, a cura di Claudio Stercal, Glossa, Milano 1997.
- Veni Creator Spiritus, Glossa, Milano 1997.
- Il peccatore perdonato. Itinerario penitenziale del cristiano, Piemme, Casale Monferrato 1997.
- L'esperienza cristiana di Teresa di Lisieux: Note introduttive, a cura di Dora Castenetto, Glossa, Milano 1998.
- Il discepolo, Glossa, Milano 2000.
- Giovanni della Croce. Saggi teologici, Glossa, Milano 2000.
- Il Centro di tutti i cuori, Glossa, Milano 2001.
- La spiritualità familiare. Frammenti di riflessione, In dialogo, Milano 2008.
- La teologia spirituale (Opera omnia 1), a cura di Claudio Stercal, Centro Ambrosiano, Milano 2014.
- L'escatologico cristiano. Proposta sistematica (Opera omnia 14), Centro Ambrosiano, Milano 2014.
- Cristologia. Proposta sistematica (Opera omnia 11), Centro Ambrosiano, Milano 2015.
- Preghiera, mistica e liturgia (Opera omnia 4), a cura di Claudio Stercal, Centro Ambrosiano, Milano 2017.
- Matrimonio e verginità (Opera omnia 5), a cura di Claudio Stercal, Centro Ambrosiano, Milano 2017.
- Santità e forme di vita cristiana (Opera omnia 6), a cura di Claudio Stercal, Centro Ambrosiano, Milano 2018.
- Figure cristiane nella storia (Opera omnia 8), a cura di Claudio Stercal, Centro Ambrosiano, Milano 2019.
- Cristologia. Studi (Opera omnia 9), a cura di Claudio Stercal, Centro Ambrosiano, Milano 2020.
- Guida allo studio teologico della spiritualità cristiana (Opera omnia 2), Centro Ambrosiano, Milano 2021.
- Teologia sistematica. Studi (Opera omnia 12), a cura di Claudio Stercal, Centro Ambrosiano, Milano 2022.
- Cristologia. Momento storico. Lettura delle fonti (Opera omnia 10), Cento Ambrosiano, Milano 2023.
- Discepoli di Gesù. Al centro dell'esperienza cristiana, a cura di Claudio Stercal, Glossa, Milano 2024.
- Scritti sul prete (Opera omnia 7), a cura di Claudio Stercal, Centro Ambrosiano, Milano 2024.